# Taoudi
Taoudi  è una città e sottoprefettura della Costa d'Avorio appartenente al dipartimento di Bondoukou. Conta una popolazione di 18 568 abitanti (censimento 2014).